# Skottlands nationalsång
Skottland har ingen egen officiell nationalsång men Flower of Scotland räknas numera som Skottlands nationalsång. God Save the King som är Storbritanniens nationalsång används som sådan också i Skottland.
År 2004 fastslog advokater i det självständiga skotska parlamentet att parlamentet hade laglig rätt att utse en skotsk nationalsång och gick därmed emot förslaget att det skulle vara ett ärende för Storbritanniens parlament. Detta utslag drev på intresset för frågan och en petition som stöddes av Scottish Green Party gjordes till det skotska parlamentet, som dock valde att inte ta ställning i frågan då den bedömdes ha låg prioritet. Ytterligare försök att återuppta frågan om en skotsk nationalsång har gjorts.

## Nuvarande bruk
I de flesta internationella sportsammanhang använder Skottland "Flower of Scotland" som sin nationalsång. Det gäller bland annat Skottlands herrlandslag i fotboll och Skottlands herrlandslag i rugby union.  Sången kommer också att ersätta  Scotland the Brave vid Samväldesspelen 2010 i Indien.

## Andra förslag
I juni 2006 anordnade Royal Scottish National Orchestra en opinionsundersökning på sin webbplats på Internet där de bad besökarna ange sin favorit bland tänkbara nationalsånger. Över 10 000 röster avlades. "Flower of Scotland" kom på första plats med 41 % av rösterna följd av "Scotland the Brave" med 29 %.
| Sång                        | Röster (%) |
| --------------------------- | ---------- |
| "Flower of Scotland"        | 41 %       |
| "Scotland the Brave"        | 29 %       |
| "Highland Cathedral"        | 16 %       |
| "A Man's a Man for A' That" | 7 %        |
| "Scots Wha Hae"             | 6 %        |

Andra sånger som föreslagits är Robert Burns "Auld Lang Syne", och Hamish Hendersons "Freedom Come-All-Ye". Båda dessa sånger från 1700-, respektive 1900-talet är skrivna på lågskotska.
Ett mindre problem med "Flower of Scotland" är att den, då den spelas på säckpipa, inte kan spelas korrekt. Då den spelas i D-dur ska tonen på ordet ”think” i sista versraden vara C, men denna ton finns inte på den skotska säckpipan så den ersätts av tonen Ciss. (På säckpipa spelar man vanligen i D-dur, egentligen A mixolydisk, och intonationen är sådan att det klingar i Ess-dur, eller något högre, mellan Ess- och E-dur.)

## Framtida diskussion
Trots tidningen "The Scotsmans" bevakning återstår för det skotska parlamentet att arrangera en debatt i frågan med parlamentets Enterprise Committee som avslagit en motion från Scottish National Partys parlamentsledamot Michael Matheson i ärendet.